# Marsus
Saint Marsus était un missionnaire romain, qui selon les témoignages fut ordonné prêtre au Ve siècle par le pape Sixte III et fut envoyé comme évêque avec saint Peregrinus en Gaule auprès d'un certain diacre Corcodemus, du sous-diacre Jovianus et d'un troisième lecteur du nom de Jovianus, pour prêcher l'évangile et renforcer la foi des vrais croyants. Le groupe rallia un territoire dans les environs d'Auxerre et, joignant le geste à la parole, démarcha un grand nombre d'habitants pour les convertir au christianisme. Peregrinus aurait institué Marsus évêque et se serait dirigé vers une île habitée par les païens, où il serait mort en martyr. Marsus lui-même mourut après avoir surmonté de nombreuses épreuves, un 8 juin ou un 4 octobre, et fut inhumé à Auxerre. Il fut canonisé en tant que « confesseur ». Presque oublié de nos jours, c'était au haut Moyen Âge un saint très vénéré. Le sanctuaire de Marsus se trouvait en Saxe, en particulier dans le diocèse d'Essen.
Altfrid, l'évêque de Hildesheim et fondateur du diocèse d'Essen, déposa en 864 les reliques du saint homme, rapportées d'Auxerre, dans un endroit inconnu. On a conservé un sermon où est évoqué le retour des reliques de Marsus à l'initiative d'Altfrid. Les sources plus tardives affirment qu'Altfrid aurait apporté les reliques à Essen, mais ces sources contredisent le fait que dans le sermon l'évêque s'adresse à des frères en religion, ce qui ne correspond pas à une communauté de femmes comme celle d'Essen. En outre, le sermon présente Marsus comme un modèle à suivre pour le prosélytisme, or les missions d'évangélisation étaient interdites aux communautés de femmes. Il est possible que le bénéficiaire des reliques ait été l'abbaye de Corvey, puisqu'on conserva par la suite à Essen aussi bien les reliques de Marsus que celles de saint Liuttrud, qui avaient été confiées au diocèse d'Essen par le monastère de Corvey.
Le diocèse d'Essen reçut de Lyon le crâne et le sternum de saint Marsus, au plus tard entre 999 et 1002 : la translation de ces reliques fut rendue possible grâce à l'aide financière et l'intercession d'Otton III et de l'évêque d'Auxerre Hugues de Chalon, et fut sans doute conclue à l'occasion de la construction de la basilique qu'Otton et sa mère Théophane voulaient dédier à l'empereur Otton II. Que l'érection de la basilique ait servi de motif à cette translation de reliques, cela est attesté par le memorandum rédigé en 1794 après la disparition du reliquaire à la cathédrale d'Essen, reliquaire que l'abbesse d'Essen Mathilde avait fait fabriquer :
« Hoc opus eximium gemmis auroque decorum
Mechtildis vovit, quae Theophanum quoque solvit
Abbatissa bona Mechthildis chrisea dona
Regi dans regum, quae rex deposcit in aevum
Spiritus ottonis pascit caelestibus oris ». 
Saint Marsus fut surtout vénéré par les chanoines qui dirigeaient la liturgie pour la congrégation des femmes. Au XVe siècle, le crâne fut extrait du reliquaire et inséré dans une châsse en forme de buste qui est aujourd'hui toujours exposée au trésor de la cathédrale d'Essen. Cette châsse a été exécutée conformément à l'iconographie, elle représente le missionnaire avec les habits de prêtre de l'époque. La relique a été perdue au cours de l'évacuation du trésor de la cathédrale pendant la Seconde Guerre mondiale, mais il subsiste une autre relique du saint homme dans le reliquaire de Saints Côme et Damien de l'abbesse Maria Clara von Spaur, séparée en 1643.
Saint Marsus est célébré le 4 octobre, même si Marsus a dû mourir un 8 juin.
Il y a peu d'églises consacrées à saint Marsus : l'une fut édifiée à Auxerre dans les années 1960. On apporta d'Essen les reliques pour la consécration de cette église.

### Sources
- Klaus Gereon Beuckers, Der Essener Marsusschrein : Untersuchungen zu einem verlorenen Hauptwerk der ottonischen Goldschmiedekunst, Münster, Aschendorffsche Verlagsbuchhandlung, 2006, 170 p. (ISBN 3-402-06251-8)
- Hedwig Röckelein, Herrschaft, Bildung und Gebet, Essen, Klartext Verlag, 2000 (ISBN 3-88474-907-2), « Leben im Schutz der Heiligen »